# Cima Purtscheller
La Cima Purtscheller (3040 m) è una montagna delle Alpi Marittime, situata in alta valle Gesso, in provincia di Cuneo.

## Caratteristiche
Si trova sulla dorsale secondaria che, dalla dorsale principale del monte Argentera, si dirama verso est-sud-est dalla cima Genova verso la cima Purtscheller, la punta de Cessole e la Madre di Dio. Dalla vetta, la dorsale risale con andamento abbastanza regolare in direzione della cima Genova, mentre in direzione opposta si biforca in due contrafforti, uno diretto a sud e l'altro ad ovest, mentre la parete intermedia digrada verso il colletto Freshfield (2820 m).
Dal punto di vista geologico, la montagna appartiene al massiccio cristallino dell'Argentera. Si tratta essenzialmente di gneiss di varia composizione e diverso grado di scistosità.
Il nome deriva dal suo primo salitore, l'alpinista austriaco Ludwig Purtscheller.

## Ascensione alla vetta
La via normale risale dal colletto Freshfield, e prosegue verso la cima Genova e la cima sud dell'Argentera. L'intera traversata è nota coma via Sigismondi, dal nome del suo primo salitore.
L'avvicinamento può essere effettuato dal rifugio Remondino o dal rifugio Bozano. Sul sentiero che unisce i due rifugi va a morire la morena prodotta dal canale Freshfield, sul versante settentrionale della dorsale, che conduce al colletto omonimo. Si tratta di un canale detritico, con inclinazione di 40-50°, maggiore nella parte sommitale, spesso chiusa da una cornice nevosa. In alternativa, si può raggiungere il colletto Freshfield da sud, risalendo dal sentiero N13 in prossimità del rifugio Remondino. Giunti al colletto, si sale su roccia con passaggi fino al III grado. Il grado di difficoltà complessivo dell'itinerario (di tipo alpinistico) è valutata in AD.

### Cartografia
- Cartografia ufficiale dell'Istituto Geografico Militare in scala 1:25.000 e 1:100.000, consultabile on line
- Sistema Informativo Territoriale della provincia di Cuneo, su base cartografica 1:10.000
- Istituto Geografico Centrale - Carte dei sentieri 1:50.000 n.8 "Alpi Marittime e Liguri" e 1:25.000 n. 113 "Parco naturale dell'Argentera"